# Amarapura Nikaya
L'Amarapura Nikaya est une branche du bouddhisme née au Sri Lanka au XIXe siècle. Ses membres suivent la tradition theravada. Il s'agit d'un des trois grands courants du bouddhisme moderne sur cette ile. Il s'est créé en réponse à une discrimination du bouddhisme cinghalais au XVIIIe siècle qui ne donnait plus l'ordination supérieure ou upasampada qu'à une seule caste.